# Bridgestone 400 2004
Bridgestone 400 2004 var den tolfte deltävlingen i Champ Car 2004. Racet kördes den 25 september på Las Vegas Motor Speedway. Sébastien Bourdais tog en viktig seger, som gjorde att han utökade sin mästerskapsledning till 27 poäng. Med det kunde han med stor sannolikhet säkra titeln i Australien någon månad senare. Vid målgången var han 0,066 sekunder före mästerskapsrivalen Bruno Junqueira i en typisk målgång på en superoval. Patrick Carpentier slutade trea, men hans chanser att vinna titeln var ändå matematiskt borta.

## Slutresultat
| Plats | Förare              | Team                | Grid | Kvaltid |
| ----- | ------------------- | ------------------- | ---- | ------- |
| 1     | Sébastien Bourdais  | Newman/Haas Racing  | 3    | 26,300  |
| 2     | Bruno Junqueira     | Newman/Haas Racing  | 4    | 26,310  |
| 3     | Patrick Carpentier  | Forsythe Racing     | 1    | 26,190  |
| 4     | Rodolfo Lavín       | Forsythe Racing     | 6    | 26,339  |
| 5     | Jimmy Vasser        | PKV Racing          | 2    | 26,278  |
| 6     | A.J. Allmendinger   | RuSPORT             | 7    | 26,362  |
| 7     | Mario Domínguez     | Herdez Competition  | 9    | 26,488  |
| 8     | Justin Wilson       | Conquest Racing     | 15   | 27,080  |
| 9     | Nelson Philippe     | Conquest Racing     | 13   | 26,814  |
| 10    | Roberto González    | PKV Racing          | 10   | 26,579  |
| 11    | Michel Jourdain Jr. | RuSPORT             | 5    | 26,324  |
| 12    | Oriol Servià        | Dale Coyne Racing   | 18   | -       |
| 13    | Ryan Hunter-Reay    | Herdez Competition  | 8    | 26,402  |
| 14    | Mario Haberfeld     | Walker Racing       | 17   | 27,232  |
| 15    | Gastón Mazzacane    | Dale Coyne Racing   | 16   | 27,082  |
| 16    | Alex Tagliani       | Rocketsports Racing | 12   | 26,713  |
| 17    | Guy Smith           | Rocketsports Racing | 14   | 26,855  |
| 18    | Paul Tracy          | Forsythe Racing     | 11   | 26,644  |